# Hlîncea, Kaniv
Hlîncea (în ucraineană Глинча) este un sat în comuna Pșenîcinîkî din raionul Kaniv, regiunea Cerkasî, Ucraina.

## Demografie
Componența lingvistică a localității Hlîncea
     Ucraineană (96,55%)
     Rusă (1,72%)
     Belarusă (1,72%)
Conform recensământului din 2001, majoritatea populației localității Hlîncea era vorbitoare de ucraineană (96,55%), existând în minoritate și vorbitori de rusă (1,72%) și belarusă (1,72%).